# Chicas
Pour plus de détails, voir Fiche technique et Distribution.
Chicas est un film français réalisé en 2009 par Yasmina Reza, sorti en 2010.

## Fiche technique
- Titre : Chicas
- Réalisation : Yasmina Reza
- Scénario : Yasmina Reza, d'après sa pièce Une pièce espagnole
- Photographie : Antoine Héberlé
- Son : Miguel Rejas
- Musique : Gipsy Kings
- Montage : Monica Colleman
- Sociétés de production : SBS Films - France 2 Cinéma - Zanagar Films - Canal+ - TPS Star - France Télévisions
- Pays d'origine :  France
- Durée : 84 minutes
- Date de sortie : 
  - France : 10 mars 2010

## Distribution
- Carmen Maura : Pilar
- Emmanuelle Seigner : Nuria
- Valérie Dréville : Aurélia
- Bouli Lanners : Maurice
- André Dussollier : Fernand
- Philippe Uchan : Patrick
- Christelle Tual : Cristal